# Aten-asteroide
En Aten-asteroide er en småplanet, hvor banens halve storakse er mindre end 1.000 au og aphelium-afstanden er større end 0,983 au. Dette betyder at disse asteroider tilhører kategorien af Nærjords-asteroider, der potentielt kan støde ind i Jorden.
Typen er opkaldt efter småplaneten (2062) Aten, som i 1976 var den første der havde netop har disse karakteristika. To år senere opdagedes den anden asteroide i denne kategori: (2100) Ra-Shalom. Man har pr. 5. maj. 2017 opdaget 1.197 Aten (inkl. Atira) asteroider.

## Udvalgte Aten-asteroider
- (2062) Aten også: 1976 AA
- (2100) Ra-Shalom også 1978 RA
- (99942) Apophis også 2004 MN4
- (367943) Duende også 2012 DA14
- (3753) Cruithne også 1986 TO

## Andre nærjords-asteroidetyper
- Apollo-asteroider
- Amor-asteroider